# پرلا کارون

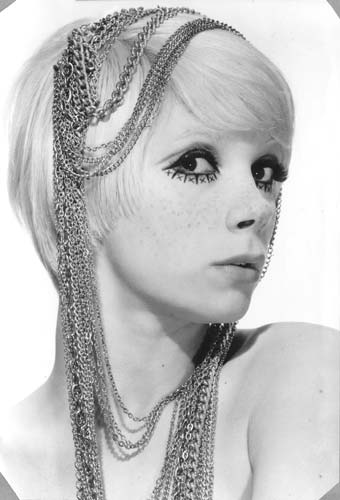

پرلا کارون (بوئنوس آیرس، آرژانتین، ۲۵ ژانویه ۱۹۴۲) یک مجری مشهور سینما، تئاتر و تلویزیون و بازیگر آرژانتینی است.
او با ضبط چند آلبوم که به مخاطبان کودک اختصاص داده شده بود، به خوانندگی پرداخت. در سال ۱۹۷۰ او آلبوم "It's a bug" را منتشر کرد که محبوب‌ترین آهنگ آن چون کی فو بود.
کارون در هفتمین جشنواره بین‌المللی پاناما در سال ۱۹۶۹ جایزه بهترین بازی زن را برای فیلم موزاییک دریافت کرد.

## زندگی‌نامه
پرلا در شهر بوئنوس آیرس متولد شد. او دختر خانواده ای متوسط به نام ماریا و لوئیس کارونی است. او تحصیلات اولیه خود را در Nuestra Señora del Carmen گذراند و کار خود را به عنوان مدل در سال ۱۹۶۹ همراه با Chunchuna Villafañe و سوسانا خیمنس آغاز کرد تا بعداً به کمیک روی آورد.
او تورهای تئاتری در ساحل اقیانوس اطلس را با داریو ویتوری به‌صورت مشترک اجرا کرده‌است.

## کارنامه کاری

### فیلم‌شناسی
- پیراناها (۱۹۶۷)
- بوتیک (۱۹۶۷)
- چه، بشقاب پرنده (۱۹۶۸)
- شات از گریس (۱۹۶۹)
- یکشنبه شور (۱۹۷۰)
- موزاییک (۱۹۷۰)
- من برنده PRODE شدم و شما؟ (۱۹۷۳)
- فاجعه چربی (۱۹۷۷)
- هند پراویل (۲۰۰۳)

### تلویزیون
- ۱۹۶۸: همه ما آدم‌های بدی هستیم
- ۱۹۷۰: تفنگ ساچمه ای
- ۱۹۷۲: مگس دیوانه
- ۱۹۷۳: متینی
- 1973: Humorisqueta
- ۱۹۷۴: سیستا، به عنوان مجری
- ۱۹۷۹: فرزندان لوپز
- ۱۹۸۰: برادران تورترلو
- 1982: La Comedia del Domingo
- ۱۹۸۳: ازدواج و چیز دیگری
- ۱۹۸۴: جدول اخبار
- ۱۹۹۱: بوئنوس آیرس، از عشق
- ۱۹۹۱: مال شماست
- ۱۹۹۱: ال گوردو و ال فلاکو[۴]
- ۱۹۹۴: کمدی بالا، در قسمت «لا براوا» در کانال ۹.
- 1997/2000: El Viejo Almacén
- 2000/2001: Los buscas de siempre

### تئاتر
- ۲۰۰۴ نمایش در تانگو ۱۹۲۱
- ۲۰۰۳ موسیقی در گالری اقیانوس آرام
- ۱۹۹۱ دو آقای عذاب آور
- ۱۹۹۰ داستان شگفت‌انگیز کلاه قرمزی
- ۱۹۸۹ زوج عجیب و غریب
- ۱۹۸۶ خیریه شیرین
- ۱۹۸۵ مزاحمان
- ۱۹۸۴ من به شما دستور می‌دهم که مرا دوست داشته باشید
- ۱۹۸۱ مجله را دیدی؟
- ۱۹۷۹ من و شش زن
- ۱۹۷۸ ستاره‌های دریا
- ۱۹۶۹ رسوایی زناشویی